# Luxemburgo nos Jogos Olímpicos de Inverno de 1998
Luxemburgo participou dos Jogos Olímpicos de Inverno de 1998 em Nagano, no Japão. O país estreou nos Jogos em 1928 e em Nagano fez sua 6ª apresentação, sem conquistar nenhuma medalha.